# Meriola davidi
Meriola davidi är en spindelart som beskrevs av Cristian J. Grismado 2004. Meriola davidi ingår i släktet Meriola och familjen flinkspindlar. Inga underarter finns listade i Catalogue of Life.